# Derbent (district)
Derbent is een Turks district in de provincie Konya en telt 5.819 inwoners (2007). Het district heeft een oppervlakte van 333,5 km². Hoofdplaats is Derbent.
De bevolkingsontwikkeling van het district is weergegeven in onderstaande tabel.
| 1997   | 2000   | 2007  |
| ------ | ------ | ----- |
| 13.330 | 14.372 | 5.819 |